# Lígdamo
Lígdamo (¿44 a. C.? - ¿?) es el pseudónimo de un poeta romano desconocido del Círculo de Mesala, que vivió a fines del siglo I a. C. y comienzos del siguiente, en época de Augusto.
De él solo se conoce lo que puede deducirse de sus propias obras y lo que podría deducirse si se tratara, como se propuso, del pseudónimo de un joven Ovidio o su hermano mayor, de un esclavo de Propercio o del propio Tibulo. Era, pues, nuevo y de bona familia. Se le atribuyen seis elegías, las seis primeras del Corpus Tibullianum (un tercer libro añadido a las obras de Tibulo, pero que en realidad recoge obras de poetas del Círculo de Mesala al que también pertenecía). De ellas, cinco están dedicadas al infortunado amor del poeta por una tal Neera, una amante displicente, desleal y desafiante que, sorprendentemente, según algunas interpretaciones, podría ser su propia esposa; el mismo poeta declara que su amor es legítimo, aunque no correspondido. Lígdamo, un poeta sensible e inspirado, consuela sus menosprecios con vino o con el pensamiento de la muerte.